# Luigi Dagnino
Luigi Dagnino (Ovada, 12 agosto 1922 – ...) è stato un calciatore italiano, di ruolo centrocampista.

## Carriera
Inizia la carriera nella Rivarolese, con cui trascorre la stagione 1940-1941 in Serie C; in seguito gioca in terza serie anche nel Varazze, durante la stagione 1941-1942. Dopo la fine della Seconda guerra mondiale viene tesserato dalla Sampierdarenese, con cui nella stagione 1945-1946 gioca 3 partite in Divisione Nazionale; l'anno seguente passa al Varese, con cui gioca 39 partite in Serie B.